# Triante
Bản mẫu:Infobox Italian frazione
Triante là một huyện ở phía bắc-tây của thành phố Monza (Ý), và về mặt hành chính thuộc quận 4 của thành phố. Hiện có 33.863 cư dân trong huyện là những công dân có 27,88% tổng số dân số và các độ tuổi trung bình là 44 năm, trong khi tỷ lệ các người lớn tuổi, với hơn 65 năm là 22,51%. Quận 4 là hầu hết dân cư của tất cả các huyện Monza, huyện adjoins San Biagio, San Fruttuoso và San Giuseppe, và là crossed của Kênh Villoresi.
Các đường phố chính của huyện là: Via Felice Cavallotti (một trong những chính huyến mạch giao thông kết nối với Phố Cổ), Via Vittorio Veneto (trên đường kết nối với Cavallotti Qua SS36) và Via Monte Cervino, nổi tiếng được biết đến với không gian cây xanh. Giáo hội của Sacred Heart chỉ là nơi nhà thờ của khu vực, và nằm ở trung tâm của Via Vittorio Veneto.